# Myotis aelleni
Myotis aelleni là một loài động vật có vú trong họ Dơi muỗi, bộ Dơi. Loài này được Baud mô tả năm 1979.